# Echeandia chiapensis
Echeandia chiapensis är en sparrisväxtart som beskrevs av Robert William Cruden. Echeandia chiapensis ingår i släktet Echeandia och familjen sparrisväxter. Inga underarter finns listade i Catalogue of Life.